# Denim
Denim, bomullskypert, jeanstyg, är ett slitstarkt tyg för kläder. Vanligen är varpen blå och väften vit. Om väften är svart kallas tyget blue-black (engelska: "blå-svart").
Denim är mest känt för att vara det tyg som används i jeans (blåbyxor) och används också för jeansjackor, kjolar och overaller.

## Etymologi
Namnet kommer av franska serge de Nîmes d.v.s. 'tyg från Nîmes', en stad i södra Frankrike, vars väverier levererade tyg till arbetskläder, bland annat till Levi Strauss guldgrävarbyxor. Serge var ursprungligen ett sidentyg vävt  i kypertbindning använt till foder, senare med bomull  och kraftigare inblandat. Ordet serge kan härledas från latin sericus, som betyder siden, av silke eller från engelskan serge som betyder "twill". Twill är bindningen kypert som definierar tyget Denim, med diagonala ränder i tyget.

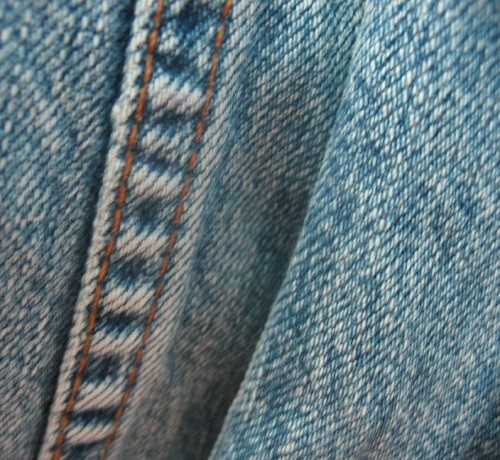
Denimtyg i ett plagg.